# جانفي كابور
جانفي كابور (بالإنجليزية: Janhvi Kapoor) (مواليد 6 مارس 1997 -) هي ممثلة هندية تعمل في الأفلام الهندية، ولدت للممثلة الراحلة لسريديفي والمنتج بوني كابور، ظهرت لأول مرة في عام 2018 في فيلم الدراما الرومانسي "Dhadak"، وحازت على جائزة جوائز زي سيني لأفضل ظهور لأول مرة.

## حياتها المبكرة
لديها شقيقة واحدة كوشي كابور، واثنين من إخواتها غير الشقيقين الممثل أرجون كابور وأنشولا كابور، درست في مدرسة دروبهاي أمباني الدولية في مومباي، قبل أن تظهر لأول مرة في فيلمها، درست دورة في التمثيل في مسرح لي ستراسبورج ومعهد السينما في كاليفورنيا.

## مسيرتها المهنية

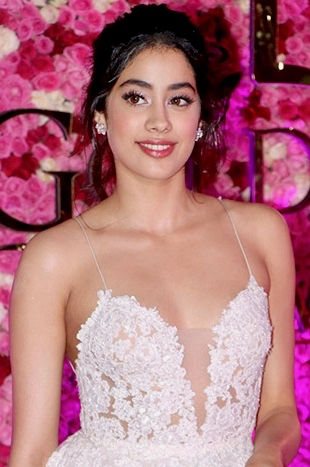
جانفي كابور 2018

ظهرت جانفي في أول تمثيل لها في عام 2018 مع قصة فيلم الدراما الرومانسي "Dhadak"، التي شاركت في بطولته مع اشان خاتار، وهو نسخة جديدة من اللغة الهندية لفيلم اللغة المهاراثية " Sairat" لعام 2016، وتحكي القصة عن فتاة شابة من الطبقة العليا تتحول حياتها إلى مأساوية بعد أن تهرب مع صبي من الطبقة الوسطة (إيشان خاطر)، تلقى الفيلم مراجعات سلبية في الغالب من النقاد، ولكن حقق نجاحا وجمع في أنحاء العالم 1.1 مليار دولار.
جاء ظهور كابور التالي على الشاشة في عام 2020 عندما لعبت دور البطولة في فيلم الرعب على منصة نتفليكس "Ghost Stories" من إخراج زويا أختر. شبرا غوبتا من صحيفة اكسبريس الهندية قالت أن «المفاجأة الحقيقية الوحيدة في الفيلم هي أن جانفي كابور في عمل قوي وتمثيل حقيقي». ثم أخذت الدور الرئيسي في فيلم السيرة الذاتية "Gunjan Saxena: The Kargil Girl" المبنى على حياة الضابطة في سلاح الجو الهندي جونجان ساكسينا، كان من المفترض ان يتم إصدار الفيلم في مسارح السينما ولكن تم بث على منصة نتفليكس بسبب جائحة كوفيد-19، أمضت وقتًا مع ساكسينا، وخضعت للتدريب البدني، وتعلمت لغة الجسد لضابط في القوات الجوية لأجل دورها بالفيلم. حازت على اراء إيجايبية من النقاد لتمثيلها.
من أعمالها القادم سوف تلعب كابور دورًا مزدوجًا أمام راجكومار راو في فيلم الرعب الكوميدي "Roohi Afzana"، كما ستلعب دور البطولة إلى جانب كارتيك أريان ولاكش لالواني في فيلم "Dostana 2" وهو الحزء الثاني لفيلم دوستانا الذي صدر في 2008، وستظهر في فيلم "Takht" للمخرج كاران جوهر.

## وصلات خارجية
- جانفي كابور على موقع IMDb (الإنجليزية)
- جانفي كابور على موقع قاعدة بيانات الأفلام العربية
- جانفي كابور على موقع قاعدة بيانات الفيلم (الإنجليزية)
- جانفي كابور على موقع كينوبويسك (الروسية)